# Radosiew
Radosiew (pol. hist. Radosiewie) – wieś w Polsce położona w województwie wielkopolskim, w powiecie czarnkowsko-trzcianeckim, w gminie Czarnków.

## Geografia
Przy południowej części wsi płynie rzeka Rudnica.

## Historia
Miejscowość pierwotnie związana była z Wielkopolską. Istnieje co najmniej od drugiej połowy XVI wieku kiedy została lokowana. Pierwszy raz nazwę odnotowano w 1557 „Radoszewye”, 1580 „Radosiewie”, 1595 „Radossiewie”, w 1944 w czasie III Rzeszy nosiła nazwę „Radosiew”.
Miejscowość była wsią szlachecką leżącą w dobrach czarnkowskich i należącą do lokalnej szlachty wielkopolskiej z rodu Czarnkowskich herbu Nałęcz III. W 1580 leżała w powiecie poznańskim Korony Królestwa Polskiego w parafii czarnkowskiej.
Miejscowość była najprawdopodobniej zasiedlona wcześniej niż odnotowują to historyczne, źródłowe zapisy ponieważ na jej terenie w XIX wieku znaleziono złoty naszyjnik datowany na VI wiek.
Pierwszy zachowany zapis pochodzi z 1557 i mówi o tym, że kasztelan rogoziński Wojciech Czarnkowski, syn Macieja, otrzymał w podziale majątku z braćmi połowę miasta Czarnkowa oraz połowy okolicznych wsi, w tym m.in. nowo lokowanej wsi Radosiewie, a także inne osady w Puszczy Czarnkowskie. W 1580 dziedziczka Radosiewa Barbara Rogozińska wdowa po Wojciechu Czarnkowskim zapłaciła pobór podatkowy ze wsi od 4 zagrodników. W 1595 we dworze radosiewskim woźny sądu ziemskiego wwiązał Stanisława Tłukomskiego w posiadanie wsi Radosiew, Jędrzejewo i Siedlisko, które mu kasztelan santocki Jan Czarnkowski syn Wojciecha sprzedał z zastrzeżeniem prawa odkupu za 4000 złotych.
W XVI wieku wieś szlachecka Radosiewie położona była w 1580 roku w powiecie poznańskim województwa poznańskiego w Rzeczypospolitej Obojga Narodów. Wskutek II rozbioru Polski w 1793, miejscowość przeszła pod władanie Prus i jak cała Wielkopolska znalazła się w zaborze pruskim.
W latach 1975–1998 miejscowość administracyjnie należała do województwa pilskiego.